# Начовний Іван Ілліч
Іва́н Іллі́ч Начов́ний (народився 18 серпня 1981)) — старший лейтенант Збройних сил України, учасник російсько-української війни.

## Життєпис
Його батько — декан, Український державний хіміко-технологічний університет, мама — науковий працівник, науково-дослідницький інститут, спеціалізація — розробка оборонної техніки.
Працював у Національному гірничому університеті. Мобілізований 1 квітня 2014 року, командир танкового взводу 93-ї механізованої бригади.
У кінці березня 2015-го демобілізований як командир взводу, танкової роти, танкового батальйону, 93-ї механізованої бригади.
Розлучений, має сина 2012 р.н. З червня 2015 року — радник голови Дніпропетровської облдержадміністрації.
На виборах до Дніпропетровської обласної ради 2015 року балотувався від Блоку Петра Порошенка «Солідарність». На час виборів проживав у смт Ювілейному Дніпропетровського району, був асистентом кафедри безпеки інформаційних комунікацій Національного гірничого університету.

## Нагороди
З нагоди святкування Дня захисника́ Украї́ни, за поданням голови Дніпропетровської обласної державної адміністрації  відзначений — нагороджений
- 10 жовтня 2015 року — орденом Богдана Хмельницького III ступеня.